# Ti spacco il muso bimba
Ti spacco il muso, bimba è un film del 1982 diretto da Mario Carbone, ispirato al romanzo omonimo di Carlo Manzoni.

## Trama
Chico Ball, che ancora non ha smaltito la sbornia della sera precedente, si trova in tasca alla giacca l'indirizzo di Villa Paranco e ben cinquanta milioni. Incuriosito, anche per via del suo mestiere, insieme al fido cane Greg si reca sul luogo, dove ha la spiacevole sorpresa di rinvenire un cadavere e quella più piacevole d'incontrare un'avvenente ragazza. Giunge la polizia che l'arresta; riuscito a fuggire, tenta di scoprire la verità. Attirato in un tranello da Duarda (obbligata a farlo da due gangsters), quando sta per rimetterci la vita viene salvato proprio da lei. Rintracciati i due malfattori, Chico scopre che questi stanno ricattando un boss della malavita, a causa d'un furto compiuto tempo prima. È stato proprio il boss, padre di Duarda, a infilare in tasca a Chico i soldi per metterlo in condizione di smascherare i suoi ricattatori.